# Gemeinderatswahl in St. Pölten 1950
Die Gemeinderatswahl 1950 fand am 7. Mai 1950 statt und war die erste Gemeinderatswahl in St. Pölten nach Kriegsende. Trotz leichter Verluste konnte die Sozialistische Partei Österreichs die meisten Stimmen auf sich vereinen und die absolute Mehrheit erringen. Die Gemeinderatswahl 1950 war ein Neubeginn in der politischen Stadtgeschichte, erstmals seit 1934 wurden Gemeinderat wie auch Stadtsenat und Bürgermeister dem Wählerwillen entsprechend besetzt.

## Ausgangslage
Nachdem die Stadt von der Roten Armee eingenommen war, wurde am 16. April 1945 Günther Benedikt, ein 23-jähriger Eisenhändler, vom russischen Stadtkommandanten zum ersten Bürgermeister der Nachkriegszeit ernannt. Schon am 16. Mai desselben Jahres gab er das Amt an den erfahrenen Franz Käfer weiter. Der erste Gemeinderat bestand aus zehn Abgeordneten von KPÖ und SPÖ, die ÖVP stellte sechs Mandatare. Nach der Nationalratswahl 1945 im Dezember desselben Jahres legte er sein Amt nieder um eine Neubildung zugrunde dieser Wahl zu ermöglichen. Diese hatte Wilhelm Steingötter mit der SPÖ eindeutig gewonnen. Die Besatzungsmacht akzeptierte jedoch weder das Wahlergebnis noch den Rücktritt, Käfer blieb im Amt.

### Wahlwerbende Parteien und Wahlverlauf
Bei den Wahlen traten die drei schon zuvor im Gemeinderat vertretenen Parteien an. Die Sozialistische Partei Österreichs (SPÖ) trat mit Wilhelm Steingötter als Spitzenkandidat an, die Österreichische Volkspartei (ÖVP) schickte Anton Buchberger ins Rennen. Der Linksblock (LB), einer Wahlgemeinschaft aus Kommunistische Partei Österreichs (KPÖ) und der Linkssozialen Partei, trat unter dem amtierenden Bürgermeister Franz Käfer an.
Der Wahlkampf wurde Großteils zwischen dem Linksblock und der SPÖ ausgetragen. Hauptthema war, neben österreichweiten Themen wie der Zukunft des Staates, vor allem die Legitimität des amtierenden Bürgermeisters.

## Wahlergebnis
Bei der Wahl vom 7. Mai 1950 konnte die SPÖ, trotz leichter Verluste zur letzten Wahl, die meisten Stimmen auf sich vereinen und die absolute Mehrheit erringen. Während die ÖVP Stimmen verlor, errang der Linksblock relativ starke Gewinne, in St. Pölten gab es einige große USIA-Betriebe.
|                    | Ergebnisse 1950 | Ergebnisse 1950 | Ergebnisse 1950 | Ergebnisse 1945 a | Ergebnisse 1945 a | Ergebnisse 1945 a | Differenzen | Differenzen | Differenzen |
| ------------------ | --------------- | --------------- | --------------- | ----------------- | ----------------- | ----------------- | ----------- | ----------- | ----------- |
| Stimmen            | %               | Mand.           | Stimmen         | %                 | Mand.             | Stimmen           | %           | Mand.       |             |
| Wahlberechtigte    | 28.447          |                 |                 |                   |                   |                   |             |             |             |
| Abgegebene Stimmen | 26.960          | 94,8 %          |                 | 20.341            | 97,1 %            |                   | + 6.619     | - 2,3 %     |             |
| ungültige Stimmen  | 535             | 2,0 %           |                 | 294               | 1,5 %             |                   | + 241       | + 0,5 %     |             |
| gültige Stimmen    | 26.425          | 98,0 %          |                 | 20.047            | 98,5 %            |                   | + 6.378     | - 0,5 %     |             |
| Partei             |                 |                 |                 |                   |                   |                   |             |             |             |
| SPÖ                | 13.557          | 51,3 %          | 22              | 10.434            | 52,0 %            | 22                | + 3.123     | - 0,7 %     | ± 0         |
| ÖVP                | 8.486           | 32,1 %          | 13              | 6.954             | 34,7 %            | 15                | + 1.532     | - 2,6 %     | - 2         |
| LB                 | 4.382           | 16,6 %          | 7               | 2.659             | 13,3 %            | 5                 | + 1.723     | + 3,3 %     | + 2         |
| Gesamt             | 26.425          | 100,0 %         | 42              | 20.047            | 100,0 %           | 42                | + 6.378     | ± 0         | ± 0         |

## Auswirkungen
Am 25. Mai des Jahres trat der Gemeinderat zu seiner konstituierenden Sitzung zusammen. Bei dieser wurde Wilhelm Steingötter mit 34 der 42 Abgeordnetenstimmen zum Bürgermeister von St. Pölten gewählt, seine Stellvertreter wurden Andreas Buchberger von der ÖVP und Wenzel Kaska von der SPÖ. Von den elf Stadträten stellte die SPÖ sechs, die ÖVP drei und der Linksblock zwei. Wilhelm Steingötter blieb noch bis 1960 Bürgermeister, der scheidende Franz Käfer wurde Stadtrat für das Schulwesen und blieb dies bis 1962.